# 로드 FC
로드 FC(영어: Road Fighting Championship, Road FC)는 대한민국을 기반으로 하는 종합격투기 대회 단체이다.

## 역사

### 2010년대 전반기 (2010 - 2015)

#### 기원
복싱과 무에타이, 합기도 등을 하며 어린 시절을 보내던 정문홍은 2002년대 초반경부터 원주에서 서울을 오가며 정진 MMA 체육관에서 어원진, 김대원, 그리고 방승환과 훈련하며 지냈다. CMA(일본 중앙 격투기 연맹) 모로오카 회장의 도움으로 방승환, 김대원, 어원진 등과 함께 일본에서 유학생 파이터로 활약하며 그라운드 기술을 보완하기도 했다. 이후 클럽 딥 오사카 대회와 많은 중견 격투 단체에 참가하며 경험을 쌓았다.
당시 국내 종학격투기계는 황금기 시대를 보내고 있었다. 하지만 일본 메이저 단체에 의존, 자국 리그에 있어서는 탄탄한 기반을 갖추고 있지 못하던 국내 종합격투기 단체들은 2000년대 후반 프라이드, K-1 등 일본 격투기 단체들의 붕괴와 더불어 하나둘 소멸하기 시작, 암흑을 맞이하게 되고 수많은 선수들이 해외를 힘들게 떠돌거나 꿈을 접어야 했다.
이에 정문홍은 어린 시절 그와 비슷한 김석모, 길영복, 김수철을 만나 원주에 정착, 팀포스를 창단했고 수장으로서 수업료도 받지 않은 채 팀원들의 숙식비와 해외 출장비까지도 자비로 부담하며 많은 신인 파이터를 양성하기 시작했다. 더 나아가 침체된 국내 종합격투기를 대중스포츠의 반열에 올려놓고 생활고에 시달리는 선수들에게 이윤을 환원하겠다는 취지를 갖게 되면서 단체 설립을 추진하기 시작, 2010년 8월 23일 마침내 로드 FC라는 이름의 종합격투기 단체를 공식 출범시켰으며 두 달 뒤인 2010년 10월 23일 국내 종합격투기의 부활을 알리는 역사적인 첫 번째 대회 Road FC 001: The Resurrection of Champions을 개최해 공식적인 활동을 알렸다.

#### 리얼리티쇼의 성공과 주류로의 진출

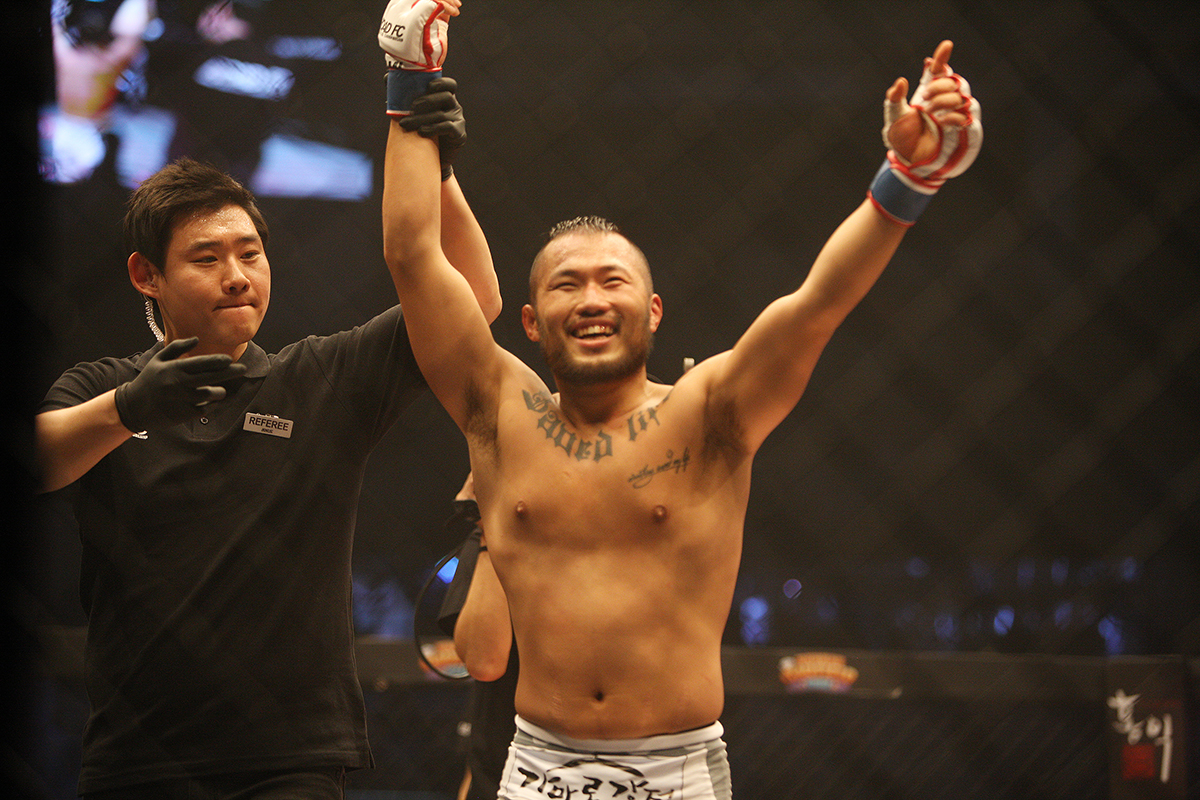
로드 FC 028 영건스 대회에 출전한 주먹이 운다 출신의 김형수가 승리의 기쁨을 만끽하고 있다.

UFC의 일등공신이 미국 방송 스파이크의 리얼리티 시리즈 TUF라고 한다면 로드 FC의 일등공신은 국내 방송 XTM의 리얼리티 시리즈 주먹이 운다라고 할 수 있다. 로드 FC 두 번째 대회를 마친 후 정문홍 대표는 TV 시리즈가 홍보 수단으로 효과가 있음을 알게 되었고 로드 FC 만의 리얼리티 시리즈를 전개하기로 결정하게 된다.
2011년 4월 첫 방영을 시작한 주먹이 운다 시리즈의 첫번째 시즌은 종합격투기의 전용 8각 케이지 안에서 펼쳐지는 인생 최고의 승부를 꿈꾸는 가슴 뜨거운 남자들의 로망을 실현시켜 주고자 제작된 사나이들을 위한 프로그램으로 심야 방송 프로그램임에도 불구하고 첫 회부터 30대 남성 최고 시청률 1.34%(AGB닐슨 기준)라는 화끈한 성적표를 받아들이며 로드 FC의 주류로의 진출을 도우는 홍보 역할을 했다.
이후에도 주먹이 운다 시리즈는 2014년까지 총 4 시즌이 방영되면서 큰 인기를 끌었다. 4 시즌 동안 김승연 · 김형수 · 김재훈 · 권민석 · 박형근 · 심건오 · 이정영 · 홍영기 · 차인호 등 실력과 스타성을 겸비한 많은 도전자들이 자신의 이름을 알렸고, 이후 로드 FC의 주축 선수로 성장해 나갔다.

#### 굽네치킨과의 메인 스폰서 계약
초창기에는 대회 개최 비용, 대전료 등 로드 FC 대회를 치르는 데 드는 거의 모든 비용을 정문홍 대표 혼자서 부담했다. 하지만 2011년 7월 굽네치킨이라는 굵직한 국내 스포서와의 계약을 시작으로 정문홍 대표의 사비 만으로 운영되는 형태를 벗어나기 시작했다. 로드 FC의 제 1 회 대회와 제 2 회 대회를 직접 현장에서 관람한 굽네치킨의 홍경호 대표는 로드 FC에서 고군분투하고 있는 선수들과 관계자들에게 반해 로드 FC 본사가 있는 강원도를 직접 방문, 전폭적인 후원을 약속하며 로드 FC의 메인 스폰서로 나서기 시작했다. 이후부터 로드 FC의 대회 대진과 장소 협찬 등은 매우 수월해졌다.

#### 영건스 리그 런칭
2011년, 로드 FC는 Road FC 004: Young Guns 대회에서 UFC처럼 메인카드(Main Card)와 언더카드(Under Card)로 나누어 진행하는 방식을 처음 실시했다. 대중적인 흥행 역시도 고려해야 하기 때문에 베테랑 선수들로만 가득 채운 지난 대회들에 비해 불안한 면도 있었지만, 미래를 위해 단호히 내린 결정이었다. 하지만 정문홍 대표는 곧 한계를 느꼈고 Road FC 005: Night of Champions 대회부터 장기적으로 재능이 있는 선수들을 발굴하고 로드 FC의 챔피언이 될 선수들을 육성한다는 목적으로 언더카드의 명칭을 영건스(Young Guns)로 변경. 대회 개념을 갖게 했으며 몇 번째 대회인가를 나타내는 숫자도 뒤에 붙였다. 언더카드가 영건스라는 이름으로 대회 개념을 갖게 되면서 메인카드는 메인대회의 개념을 갖게 되었고 넘버시리즈로서의 의미를 지니게 되었다. 사실 영건스 대회는 정규대회나 준정규대회에서 메인카드에 앞서 벌어지는 언더카드와 크게 다를 바 없었지만, 또 다른 대회라는 의미를 부여하며 신예 파이터들에게 경쟁심을 고취시키고 부족한 국내 종합격투기 선수층을 보다 두텁게 하고자 로드 FC가 벌이는 노력의 일환이었다.
로드 FC는 종합격투기 인프라를 넓히고 종합격투기를 통해 대한민국을 세계에 알리고자 하는 마음에서 정규대회보다 한단계 낮은 준정규대회, 로드 FC 코리아도 세 차례 개최한 바 있으나 현재는 개최되고 있지 않다.

#### 아마추어 리그 도입
로드 FC는 아마추어 및 세미프로 선수들에게 로드 FC 프로 무대에 출전할 기회를 부여하고 종합격투기의 발전과 저변 확대를 지향하고자 정규대회 및 준정규대회의 아래에 위치하는 하부 리그, 인투리그(호남권 · 2012년 3월 11일~)와 센트럴리그(수도권 · 2012년 4월 8일~)를 한달여 간격으로 차례로 도입했고, 약 3년 여 후 어택리그(영남권 · 2015년 5월 31일~)를 마지막으로 도입했다. 이 하부 리그들은 각각 루키리그, 세미프로리그, 하비리그 등으로 다시 나뉘어 진다. 시합은 프로 무대와 동일한 케이지에서 동일한 규칙 하에 치러지며(단, 루키 리그의 경우 안전을 위해 헤드 기어와 정강이 보호대 착용 하에 시합이 진행된다), 3연승을 거두거나 경기력을 인정받을 경우 로드 FC 프로 무대에 출전할 자격을 획득하게 된다.

#### 가수 박상민, 부대표 취임
당초 정문홍 대표는 선수들이 주인공이 되는 대회를 만들고자 연예인들의 초청 행사는 기획하지 않았다. 자비를 들여 대회장을 찾고 있던 가수 박상민과도 3회 대회가 되도록 따로 인사조차 건네지 않았다. 하지만 박상민은 오히려 그 부분에서 종합격투기를 사랑하는 정문홍 대표의 진정성을 느꼈고 어떤 방도로든 도움을 주고 싶은 마음을 갖게 되었다. 그래서 박상민은 “스폰서가 되겠다”고 먼저 제안했지만 예상치 않게 거절을 당했다. 박상민은 한번 더 재차 제의를 했지만 또 다시 거절을 당했다. 이에 오기를 넘어 섭섭함까지 느낀 박상민은 ‘형’이라는 호칭을 앞세워 마지막 제의를 했고, 그제야 정문홍 대표는 진정성을 느껴 “그냥 받아들일 수는 없다”고 박상민에게 부대표의 자리를 권했다. 이후 박상민은 7회 대회부터 부대표직을 수행하면서 로드 FC의 흥행을 위해 온 힘을 쏟고 있다. 대회는 물론, 선수들을 자비로 후원하고 있고 봉사활동과 기부 등 로드 FC의 다양한 사회환원 활동에도 적극 동참하고 있다.

#### 억대 연봉 제도 도입

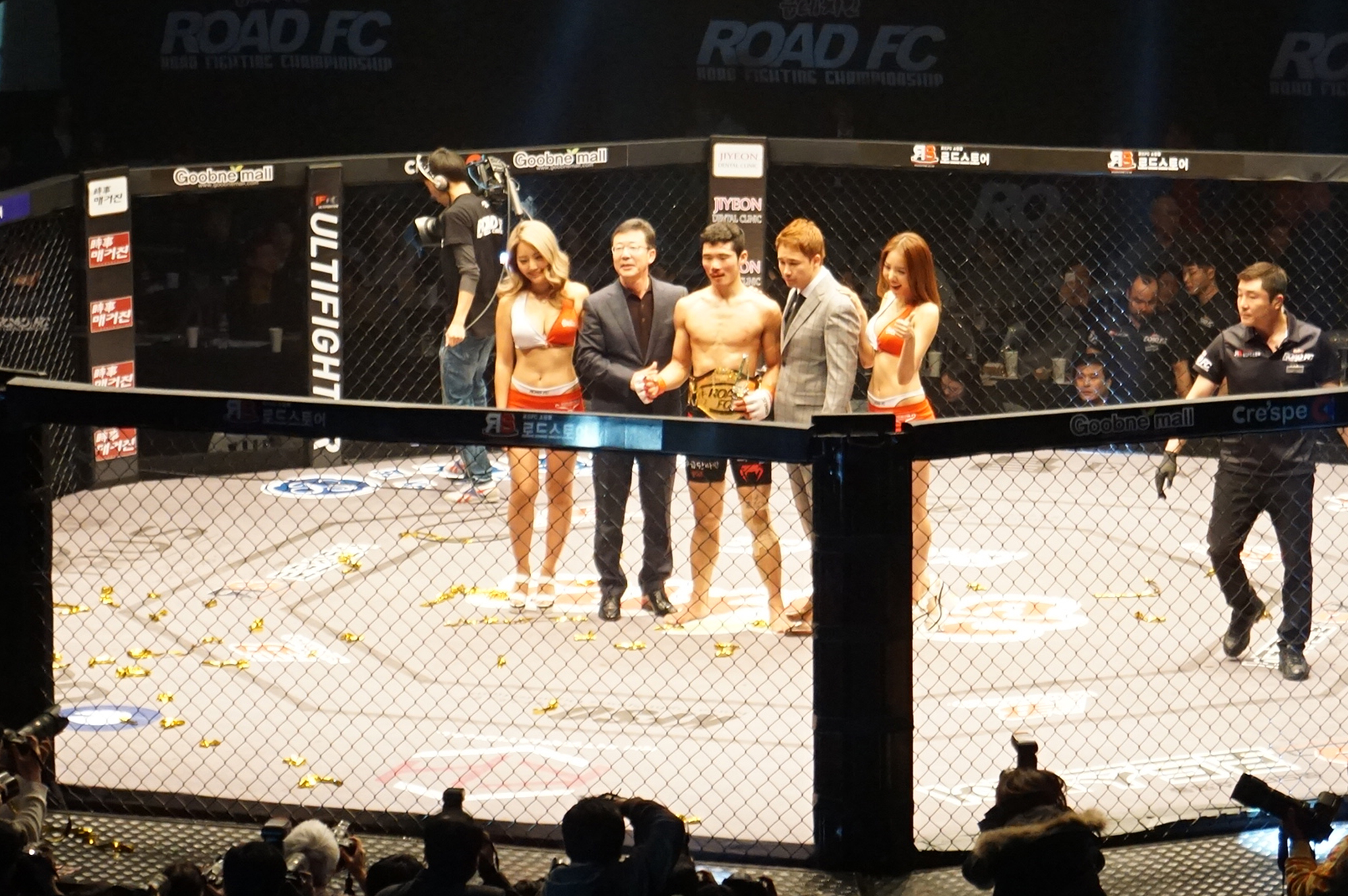
초대 로드 FC 페더급 챔피언 최무겸은 로드 FC 최초의 억대 연봉 수혜자이다.

그동안 선수들은 많지 않은 대전료로 인해 운동에만 전념하지 못하고 부업을 겸해야 했다. 당연히 경기력에 영향을 미쳤고, 현실적인 문제로 인해 운동을 포기하는 선수도 적지 않았다. 이에 로드 FC는 국내 격투 브랜드 최초로 억대 연봉 제도를 도입, 선수들의 운동 환경 개선에 앞장서고 있다.
2015년 7월, 정문홍 대표는 Road FC 024: In Japan 일본 대회를 앞두고 도쿄 치바현 선루트 프라자 도쿄에서 열린 공식 기자회견에서 처음으로 억대 연봉 제도에 관하여 밝혔다. 당시 정문홍 대표는 "UFC 만이 꿈의 리그는 아니다. 이번 대회부터 타이틀을 획득한 선수에게 억대 연봉의 수혜자가 되게 해주겠다. 올 해 안에 로드 FC에서도 최소 10명 이상의 억대 연봉 선수가 배출될 것이다. 또한 앞으로 타이틀전을 하는 선수들과 그 이상의 유명세를 보여준 선수들 까지도 억대 연봉을 받을 수 있도록 하겠다"라며 선수들에게 동기부여를 제공했다.
선수들의 구체적인 계약 조건과, 대전료 등을 검토하는 로드 FC의 최영기 고문 변호사 또한 한 인터뷰를 통해 "국내 선수들이 UFC와 계약하고 몇 백 만원을 받고 시작하는 것보다, 더 많은 대전료를 받게 하는 것이 목표다. 로드 FC에서 선수 생활을 영위 할 수 있게 좋은 여건을 만들어주고 싶다. 우리는 자국 선수뿐 아니라, 외국 선수, 로드 FC에 소속된 모든 선수들을 보호하겠다"고 전했다.

#### 일본 대회 개최
활동 무대가 국내로 한정되어 있던 로드 FC는 해외 진출을 모색하기 시작했으며 2015년 7월 드디어 일본의 도쿄에서 Road FC 024: In Japan 대회를 개최했고, 일본 지상파 중계에도 성공했다. 이것은 한국 프로 스포츠 역사상 해외에서 경기를 개최하는 최초의 사례였다. 야구, 축구, 농구 등 인기 종목이 발전을 거듭해 왔지만, 대회사의 해외 진출은 없었다. 해외 리그에 선수를 진출 시키고, 교류만 해왔을 뿐이다.
일본 격투기 전문 매거진 공가투토기는 2015년 7월호에 로드 FC 기사를 담았다. 로드 FC의 '일본 진출 소개', '로드 FC 지난 대회 톱 10', '일본인 파이터의 로드 FC 승리 순간 리뷰' 기사까지 총 3가지에 관해 상세히 다뤘다.
현지 업계 관계자들로부터도 성공작이라는 높은 평가를 받았다. 일본 격투기 웹매거진 이파이트는 당일 대회 현장을 직접 지켜보며 경기를 감상한 업계 전현직 전문가들에게 로드 FC 024 일본 대회에 관하여 평가를 의뢰했는데, 모두가 성공적인 대회였다는 평가를 내렸다. 사에키 시게루 딥 대표는 "대회 현장에 일찍 와서 준비 과정부터 지켜봤다. 첫 해외 진출인 이번 대회를 성공시키려는 용기에 감동했다”고 전했고, 사카이 마사카즈 판크라스 대표도 "로드 FC는 퍼포먼스가 탄탄하다. 과연 한국 최고의 격투기 단체이다. 여러 가지 과제는 있겠지만 일본에서 대회를 개최한 자체만으로 의미가 깊다. 이후 로드 FC와 협력 등에 관해 이야기 나누고 싶다"고 전했다. 마에다 아키라 링스 대표는 "1만명 수용 대회장에서 대회를 열기는 쉽지 않다. 로드 FC는 갖은 어려움을 견디며 이번 대회를 열었다. 이런 자세를 일본의 격투기 프로모터들도 배워야 한다"라며 정문홍 대표에게 직접 전달하는 듯한 메시지를 남겼다.

#### 중국 대형 기업 샤오미와의 메인 스폰서 계약
2015년 2월 개최한 로드 FC 제 21 회 대회는 굽네치킨 Road FC 021: Champions Day라는 공식 대회명으로 개최됐다. 타이틀 스폰서 방식을 채택, 메인 스폰서의 이름을 공식 대회명 앞에 붙이기 시작한 것이다. 얼마 안 가 로드 FC는 치후360, 샤오미 등 중국 대형 기업과 메인 스폰서 계악을 체결하는 쾌거를 이룩했고 글로벌화의 초석을 다지게 됐다. 중국의 거대한 시장을 확보하며 국내 프로 스포츠 사상 처음으로 중국 대형 기업의 후원을 받는 대회사가 된 것이다.

### 2010년대 후반기 (2016 -)

#### 중국 대회 개최
2015년 12월 25일 크리스마스일에 로드 FC는 상하이에서 첫 중국 대회 로드 FC 027을 개최하며 글로벌 브랜드로 가기 위한 발판을 마련했다.
2016년에도 4월 로드 FC 030 베이징 대회, 7월 로드 FC 032 창사 대회, 11월 로드 FC 034 스좌장 대회까지 총 3번의 대회를 개최했다. 이 모든 대회들은 중국 공영방송인 CCTV를 통해 중계되며 동시간대 시청률 5위 이상을 기록했다. 특히 7월 창사 대회는 아오르꺼러와 밥샵이라는 중국 내 최고의 흥행카드 덕분에 프라임타임 방송으로 시청률 5.45를 기록하며 동시간대 시청률 3위에 올랐다. 이는 동시간대 8천만명 이상이 로드 FC 경기를 시청했다는 것을 뜻한다. 12월 로드 FC는 2016 로드 FC 어워즈를 개최하며 2017년 연간 계획을 발표했다. 중국에서 4 개의 대회를 개최할 것 임을 공표하는 내용이었다.
하지만 2017년은 한 · 중 간 사드 갈등의 장기화로 중국 내 한국 진출 기업들이 고전한 해였다. 로드 FC 또한 상반기에 중국에서 열릴 예정이었던 2~3개 대회가 잇따라 취소되는 불운을 겪었다. 하지만 중국에서 제일 권위 있는 기관지 중 하나인 스좌장일보가 창립 70주년을 기념, 로드 FC를 초청하는 행사가 이루어지면서 10월 28일 약 10개월 만에 중국에서의 다섯번째 대회, 로드 FC 044가 스좌장시에서 극적으로 개최되었다.

#### 여성 종합격투기 활성화

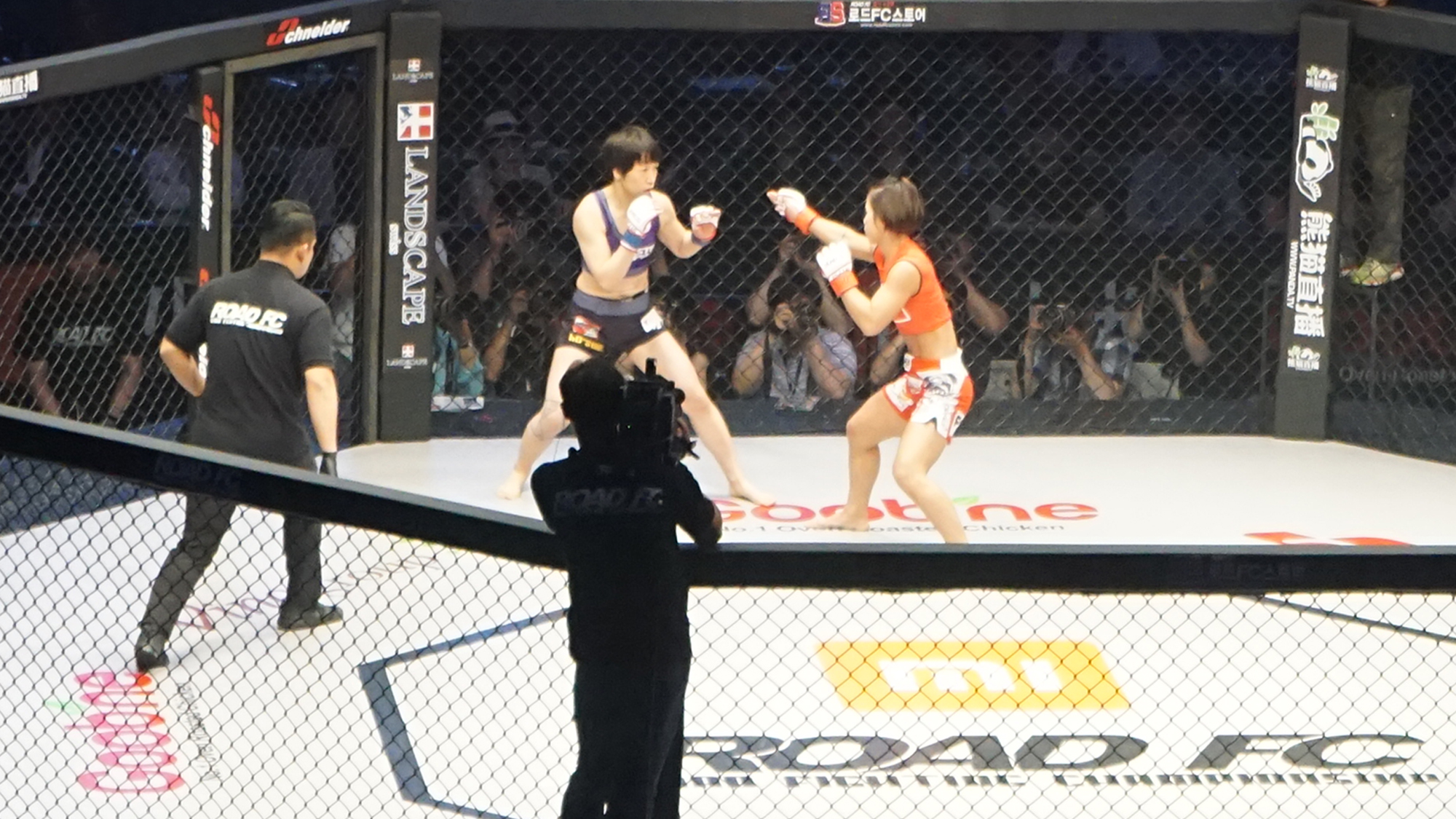
메인이벤트 여성부 아톰급 챔피언십, 함서희 vs. 구로베 미나가 진행되는 로드 FC 039 대회.

로드 FC의 최초 여성부 경기는 2013년 6월 22일 로드 FC 012 대회에서 치러진 일본의 베테랑 선수 요시다 마사코와 한국계 노르웨이 선수 셀리나 하가의 여성부 페더급 매치였다. 이것은 케이지에서 펼쳐진 국내 최초의 여성부 종합격투기 시합으로 기록되고 있다. 이후 로드 FC는 드문드문 여성부 경기를 대회에 포함시키다가 어느 시점에서 거의 매 대회마다 여성부 경기를 1~2 경기씩 포함시켰고, 결과적으로 박정은, 임소희, 이예지, 심유리, 홍윤하, 김해인 등 잠재성 있는 유망주들을 발굴해냈다.
2016년 12월 정문홍 대표는 2017 로드 FC 어워즈 & 송년의 밤 행사에서 연간 계획을 발표하며 여성부 리그 걸스데이(가칭)의 출범 소식을 처음으로 알렸다. 당시 정문홍 대표는 "여성부 선수 육성과 활성화를 위해 추후 연간 2회 이상 여성부 리그를 개최하고 2017년 3월 그 첫 대회가 열리게 될 것이다.'라고 밝혔다.
2017년 2월 2일 로드 FC는 여성부 활성화 · 여성 파이터 육성 · 종합격투기 대중화를 목적으로 여성부 리그 로드 FC XX의 런칭을 실제로 공식 발표했다. 3월 2일 진행된 로드 FC XX 첫 대회 미디어데이에서는 로드 FC XX의 구체적인 운영 계획에 관하여 정문홍 대표가 "여성부 리그는 로드 FC가 조건이 제일 좋다. 수급 없이도 자원해서 우리 리그에 참여하겠다는 선수가 많을 것으로 예상 된다. 여성부 체급의 타이틀은 일단 아톰급과 스트로급, 무제한급으로 나눌 것이다"라며 팬들의 관심을 부탁했다.
로드 FC XX의 역사적인 첫번째 대회는 3월 11일 홍은동 그랜드힐튼서울에서 로드 FC 037 XX라는 공식명으로 메인카드에서 개최됐다. 이어 2017년 12월 23일 같은 장소에서 로드 FC XX의 두번째 대회 로드 FC 045 XX가 연간 마지막 대회로 메인카드에서 다시 개최되며 정문홍 대표의 여성부 대회 연간 2회 이상 개최라는 약속이 지켜졌다. 로드 FC 045 XX 대회에서는 지난 로드 FC 039 대회에서 일본의 딥 쥬얼스 아톰급 챔피언에 올라 있는 구로베 미나를 꺽고 아톰급 챔피언에 오른 함서희가 한국계 미국 선수 진 유 프레이를 맞아 통쾌한 1라운드 KO 승을 거두며 타이틀 1차 방어에 성공했다.

#### WFSO(세계격투스포츠협회) 출범
로드 FC는 종합격투기를 대중화 하고 프로 선수를 꿈꾸는 유망주들에게 기회를 제공하다는 목적으로 2017년 7월 1일 WFSO를 출범했다. 이로서 로드 FC가 정규 프로 대회의 아래에 위치하는 하부 리그, 인투리그 · 센트럴리그 · 어택리그를 운영하는 가운데, WFSO가 유소년 리그를 운영하게 됐다.
WFSO는 주짓수 지도자 세미나, 유소년 리그 등을 지속해서 개최한다. 주짓수 지도자 세미나는 전국 MMA 지도자들이 참석한 가운데 WFSO 사무장 및 로드 FC 선수들과 지도자들이 진행에 함께 한다. 유소년 리그는 5세부터 19세까지 다양한 연령의 꿈나무들이 참석한 가운데 로드 FC 선수들의 도움 및 조언 하에 진행된다. 참가자들의 기량과 안전을 고려홰 각 부에 따라 적용되는 룰은 다르며 유치부 (5~7세)와 초등부(1~2학년, 3~4학년, 5~6학년)까지는 매트 시합으로, 중등부와 고등부까지는 케이지 시합으로 진행된다.
WFSO의 전신이라고 할 수 있는 KFSO(대한격투스포츠협회)는 2016년 종합격투기의 대중화와 생활체육화를 목적으로 출범되어 KFSO 종합격투기 대축제라는 이름으로 2여회 개최됐다.

#### 제 2대 대표 김대환 취임
2017년 11월 30일, 정문홍 대표의 뒤를 이어 김대환 전 로드 FC 및 UFC 해설위원이 로드 FC의 제 2대 대표로 취임한다는 소식이 보도되었다. 보도 이후 김대환 신임 대표는 한 매체와의 인터뷰에서 "법인 지분 변동은 없다. 회사 소유주는 바뀌지 않는다"라면서 "정문홍 전 대표는 오래전부터 소유와 경영의 분리를 꿈꿔왔다. 종합격투기를 좋아하는 만큼 일이다 보니 때로는 너무 싫어지는 것에 대한 회의감이 컸다”라고 밝혔다. 취임식은 12월 23일, 그랜드 힐튼 서울에서 열리는 로드 FC 송년의 밤 행사에서 진행된다.
2015년 12월 정문홍 대표는 첫 중국 대회를 마치고 한 매체와의 인터뷰에서 "일정한 시점에서 능력이 뛰어난 후배에게 CEO를 물려줘 경영을 맡길 계획이다. 글로벌 사업과 로드 FC를 분리해 경영하는 방식이 될 것이다."라고 밝힌 바 있다.

## 규칙
로드 FC의 규칙은 기본적으로 미국 네바다주 체육 위원회의 종합격투기 통합 규칙을 따르면서 자체적으로 정하여 사용하고 있다. 다음 규칙은 로드 FC가 공지한 규정 변경 및 신설 내용을 바탕으로 한 것이다.

### 라운드
비 챔피언십 경기, 혹은 비 메인이벤트 경기는 1 라운드 당 5 분, 2 ~ 3 라운드로 치러지고 1 분간의 휴식 시간이 있다. 일반적으로 메인카드는 3 라운드, 언더카드 영건스 시리즈는 2 라운드로 치러지고 여자부 경기는 메인카드, 언더카드에 관계없이 2라운드로 치러지는 경우가 많다.
챔피언십 경기, 혹은 메인이벤트 경기는 남자부, 여자부에 관계없이 라운드 당 5 분, 3 라운드로 치러지고(여성부 스페셜 메인이벤트에 한해서는 2라운드로 치러질 수도 있음) 1 분간의 휴식 시간이 있다. 챔피언십 경기인 경우 무승부 시 연장 1라운드가 추가된다.

### 복장
- 모든 선수는 반드시 승인된 반바지를 착용해야 하며 상의나 도복, 긴 바지는 착용하지 않는다. 여자 선수의 경우 배꼽이 드러나는 상의를 착용하며 예외적인 복장의 허용이 있을 수 있다. 남자 선수의 경우도 문신이 심한 경우 예외적인 복장의 허용이 있을 수 있다.
- 글러브는 반드시 승인된 것을 사용하여야 한다.
- 발에는 신발을 신지 않는다. 단, 발목 보호대나 테이핑은 심판의 사인이 있었을 경우 가능하며 심판의 사인이 없었을 경우 주의, 경고, 감점을 받을 수 있다.
- 모든 선수는 사타구니 급소를 보호하는 파울컵을 착용하여야 한다. 여자 선수는 반드시 가슴 보호대를 착용하여야 한다.

### 신체 테스트
- 여성 선수는 반드시 임신 테스트를 받아야 한다.[25]
- 경기 중 일어날 수 있는 부상을 방지하기 위해 경기에 임하는 모든 선수는 대회사가 실시하는 메디컬 테스트를 받아야 하며 질병이 있는 선수들은 출전이 불가능하다.[25]
- 경기의 공정을 기하기 위해 선수는 로드FC 심판위원회로부터의 요구가 있을 시 도핑검사를 받을 의무와 책임이 있다.[25]

### 케이지

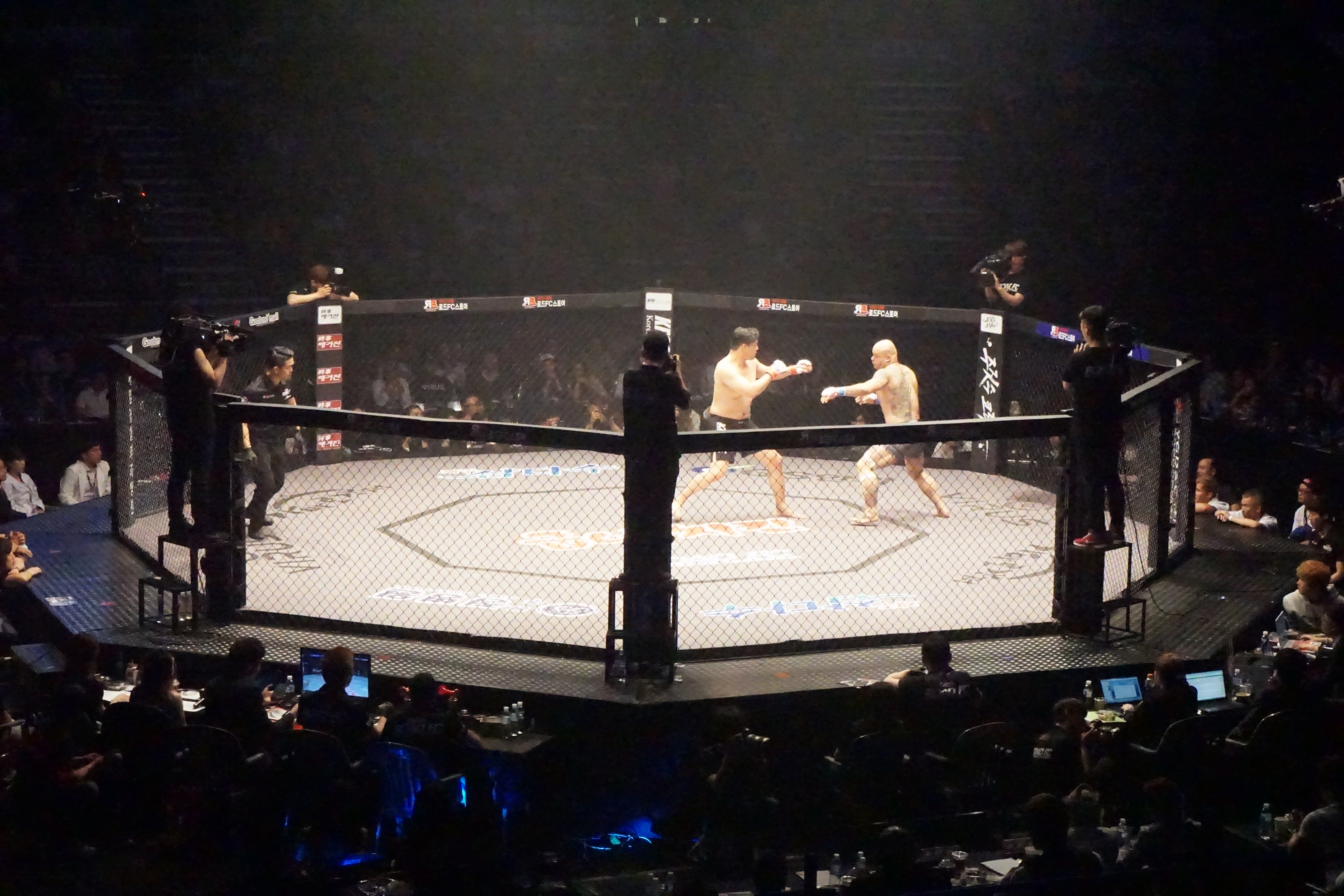
9M * 9M 사이즈의 팔각 케이지 안에서 최무배와 루카스 타니가 시합을 하고 있다.

로드 FC는 첫 대회 이래 7M * 7M 사이즈의 팔각 케이지를 줄곧 사용해 왔으나 국제 규격의 대형 이벤트를 추구하면서 과감히 투자, 로드 FC 005 대회를 시점으로 9M * 9M 사이즈의 팔각 케이지를 사용하고 있다. 철창은 여덟 개의 면으로 이루어진 구조물로 지면으로부터 1.2 미터 높은 연단 위에 세워진다. 철창의 벽은 검은 비닐로 덮인 쇠사슬이 연결되어 이루어지고 1.8 미터의 높이를 가지고 있다. 벽 상단과 여덟 개 구획 사이마다 발포제를 채워넣었다. 또한 두 개의 입출구가 정면으로 마주하고 서 있다. 매트에는 스폰서의 로고와 그림이 칠해져 있으며 이벤트마다 변경된다.

### 경기 결과
경기는 일반적으로 다음과 같은 조건으로 끝난다.
- 서브미션 (Submission): 선수가 매트나 상대의 몸을 손바닥으로 두,세번 이상 두드리거나 구두로 항복을 선언할 때 승부를 결정하는 방식
- 녹아웃 (Konock Out, KO): 선수가 정당한 타격으로 쓰러져서 의식이 없거나 즉시 경기를 지속할 수 없을 때 승부를 결정하는 방식
- 테크니컬 녹아웃 (Technical Knock Out, TKO): 주심이 선수가 경기를 더 진행할 수 없다고 판단했을 때 승부를 결정하는 방식으로 다음 세 가지로 분류된다.
  - 심판에 의한 중단 (레퍼리 스톱): 선수가 자신을 방어할 수 없다고 판단했을 때, 또는 선수에게 그 위치나 방어를 개선할 것을 경고했는데 대답이 없을 때 주심이 그 경기를 중지시킬 경우(보통 두 번의 경고가 약 5초 간격으로 주어짐)
  - 의사에 의한 중단 (닥터 스톱): 과도한 출혈이나 물리적 부상 등으로 선수가 더 이상 경기를 할 수 없다는 의사의 진단에 따라 주심이 그 경기를 중지시킬 경우
  - 코너에 의한 중단 (코너 스톱): 선수의 세컨드가 라운드와 라운드 사이의 휴식 시간에 타월을 던지는 등 패배 의사를 알릴 때 주심이 그 경기를 중지시킬 경우

- 심판 판정: 점수에 따라 판정이 나뉜다.
  - 유내니머스 판정(승): 3명의 모든 부심이 A의 우세로 채점한 경우 - A의 심판 전원일치 판정승 (1:0/1:0/1:0=3:0)
  - 스플릿 판정(승): 2명의 부심이 A의 승리, 1명의 부심이 B의 승리로 채점한 경우 - A의 심판 불일치 판정승 (1:0/1:0/0:1=2:1)
  - 매조리티 판정(승): 2명의 부심이 A의 승리, 1명의 부심이 무승부로 채점한 경우 - A의 심판 다수결 판정승 (1:0/1:0/0:0=2:0)
  - 테크니컬 판정(승): 비고의성 반칙으로 부상이 생겨 경기를 속행할 수 없을 때, 판단할 라운드 수가 충분할 경우 그 시점까지의 점수로 채점을 한 결과 한 선수가 이긴 경우
  - 유내니머스 무승부: 3명의 부심이 모두 무승부로 채점한 경우 - 심판 전원일치 무승부 (0:0/0:0/0:0=0:0)
  - 스플릿 무승부: 부심1이 A의 승리, 부심2가 B의 승리, 부심3이 무승부로 채점한 경우 - 심판 불일치 무승부 (1:0/0:1/0:0=1:1)
  - 매조리티 무승부: 한 부심이 A의 승리, 두 부심이 무승부로 채점한 경우 - 심판 다수결 무승부 (1:0/0:0/0:0=1:0)
  - 테크니컬 무승부: 비고의성 반칙으로 부상이 생겨 경기를 속행할 수 없을 때, 판단할 라운드 수가 충분할 경우 그 시점까지의 점수로 채점을 한 결과 비긴 경우

- 실격 (Disqualification, DQ): 반칙으로 인해 선수가 경기를 지속할 수 없을 때 주심이 고의라고 판단, 반칙을 가한 선수에게 패배를 선언하는 판정 행위
- 기권 (Retirement): 경기 중 상대 선수의 공격을 받고 등을 돌리거나 부상 등을 이유로 포기 의사를 알릴 때 선언하는 판정행위
- 몰수 (Forfeit): 부상 등의 이유 없이 의도적으로 경기를 포기하거나 기권하는 경우 선언하는 판정행위
- 무효 경기(No contest, NC) 반칙으로 인해 선수가 경기를 지속할 수 없을 때 주심이 비고의성 반칙이라고 판단한 경우, 또는 판정 결과가 불만족스럽다고 판단되거나 금지된 무언가(반칙 제외)가 경기에 영향을 준 경우(이를테면 주심이 너무 일찍 말렸다고 판단되거나, 한 선수가 경기 전 금지약물을 복용했다는 것이 밝혀진 경우) 경기 중 일어난 모든 기록에 대해 없었던 일로 하는 판정

### 판정 기준
로드 FC는 출범 이후부터 라운드 별 10점 만점 기준으로 점수를 매기는 "10포인트 머스트 시스템"을 사용해 오고 있었으나, Road FC 027: In China 대회부터 경기 전체를 아울러 총점을 매기는 독자적인 "언리미티드 포인트 시스템"을 도입했다. 이것은 지속적으로 상대와의 접촉을 피하는 행동에 대하여 과감하게 포인트를 삭감, 소극적인 경기를 막고 좀 더 화끈한 경기를 유도하려는 의도였다. 채점을 담당하는 부심은 기존과 같이 세 명으로 하며 각 부심의 기준에 따라 점수 부여를 한다.
| 채점 부심 | 1라운드 점수 | 2라운드 점수 | 3라운드 점수 | 총점  | 승자 판정 | 승자 판정 |
| --------- | ------------ | ------------ | ------------ | ----- | --------- | --------- |
| 가        | 9-6          | 8-6          | 9-10         | 26-22 | 1-0       | 2-0       |
| 나        | 11-4         | 5-5          | 4-9          | 20-18 | 0-0       | 2-0       |
| 다        | 10-2         | 7-5          | 6-11         | 23-18 | 1-0       | 2-0       |

득점 기준
- 1점 포인트 - 유효타격 (펀치/킥/니킥), 테이크 다운, 풀 마운트/백 마운트 포지션, 그라운드 장악, 심판이 인정한 서브미션 시도 (기브 업 사인), 어그레시브[29]
- 5점 포인트 - 상대방을 그로기에 빠지게 한 타격 및 테이크 다운[30]

감점 기준
- 경기력에 피해가 있을 정도의 고의성이 짙은 반칙 혹은 반복적인 미고의성 반칙에는 얠로우카드 제시와 함께 5점이 감점된다.[31]
- 포인트만을 위해 소극적인 경기 운영 시에는 두 차례의 구두 경고 후 블루카드 제시와 함께 2점이 감점된다. 경고 이후에도 지속적으로 지루한 경기 운영 시에는 계속해서 블루카드가 주어진다.[32]

무승부 기준
- 판정으로 승부를 가릴 때 두 선수의 합계 점수의 차이가 3점 이내(이하)일 경우[33]

### 반칙
다음은 로드 FC에서 반칙으로 규정하고 있다. 기본적으로 네바다주 체육 위원회의 반칙 규정을 따르지만 잔인한 규정은 배제하고 있다.
- 박치기, 머리로 들이받는 행위.
- 모든 종류의 눈 찌르기 행위.
- 물어 뜯는 행위.
- 머리카락을 잡아당기는 행위.
- 입, 코 등 구멍에 손가락을 넣는 행위.
- 모든 종류의 로블로.
- 찢어진 상처에 손가락을 넣는 행위.
- 작은 관절에 대한 기술.
- 척추나 후두부의 가격. (래빗 펀치)
- 엘보우 벗, 팔꿈치를 이용한 모든 공격 행위 (네바다주 체육 위원회는 수직으로 찍어내리는 팔꿈치 공격만을 금지하고 있다.)
- 모든 종류의 목구멍 가격, 한도를 넘은 목 조르기.
- 살을 할퀴거나 꼬집고 비트는 행위.
- 쇄골을 잡는 행위.
- 상대의 허리를 발뒤꿈치로 차는 행위.
- 상대의 머리나 목을 캔버스에 내리꽂는 행위. (파일드라이버)
- 상대를 링이나 펜스 밖으로 던지는 행위.
- 상대의 바지나 글러브를 잡는 행위.
- 상대에게 침이나 기타 분비물을 뱉거나 뿌리는 행위.
- 상대의 부상을 유발시키는 스포츠맨답지 않은 행위.
- 손가락 또는 발가락을 이용, 철장이나 펜스를 잡는 행위.
- 펜스안에서 상대에게 과도한 도발과 욕설의 사용.
- 휴식 시간에 상대를 공격하는 행위.
- 심판의 보호를 받고 있는 상대를 공격하는 행위.
- 벨(혹은 버저) 소리가 라운드 종료를 알린 뒤 상대를 공격하는 행위.
- 심판의 지시를 악의, 또는 고의적으로 무시하는 행위.
- 한도를 넘을 정도로 상대와의 접촉을 피하거나 고의적으로 끊임없이 마우스피스를 뱉거나 부상을 가장하는 행위.
- 코너에서 방해를 하는 행위.
- 경기 도중에 타월을 던지는 행위. (경기 도중 타월을 던지면 기권으로 인정함.)
- 무기를 사용하는 행위.
- 심판을 공격하는 행위.
- 선수가 케이지나 펜스 밖으로 나가는 행위.

#### 그라운드 상태에 있는 상대에게의 반칙
- 그라운드 상태에 있는 상대의 머리를 차는 행위. (사커 킥. 머리를 제외하고는 허용한다.)
- 그라운드 상태에 있는 상대의 머리를 무릎으로 가격하는 행위. (니 킥. 머리를 제외하고는 허용한다.)
- 그라운드 상태의 상대를 발로 밟는 행위. (스탬핑. 풋 스탬핑. 핸드 스탬핑도 포함. 머리를 제외하고는 허용한다.)

### 운영 방식
다음은 로드 FC가 2015년 12월 8일 공식홈페이지를 통해 공지한 <로드FC 027 채점 기준 및 경기 운영방식 변경> 중 운영방식에 관한 내용이다.
| “ | 최근 종합격투기의 기술이 다양하게 접목되고 발달함에, 점차 늘어가는 포지션 지키기에 급급한 지루한 그래플링 위주의 경기와 포인트 유지를 위한 파이팅 없는 경기 운영을 제지한다. 우선 큰 타격 없이 포인트만을 위해 백스텝과 아웃복싱으로 점철된 경기 시 몇 차례의 경고 후 포인트를 삭감한다. 다음으로 그라운드 포지션 유지를 위한 정적인 그라운드 공방 시 시간에 관계없이 브레이크를 선언 후 스탠딩으로 전환시키며 하위포지션의 선수가 상위 포지션 선수의 움직임을 봉쇄하기 위해 아무런 동작 없이 상대를 잡고 끌어안기만을 하고 있을 시에는 스탠딩 선언과 함께 블루카드(2점 감점)가 주어진다. | ” |

### 규칙의 진화
- 로드 FC 001 - 1회 대회를 시작으로 로드 FC는 미국 네바다주체육위원회의 종합격투기 통합 규칙을 따르는 UFC의 규정을 바탕으로 하여 자체적인 규정을 도입했다. 단, UFC의 규정을 채택하되 잔인한 기술은 배제했다. 예를 들어 팔꿈치 공격의 전면 금지, 무릎 공격의 전면 허용이 아닌 제한적 허용 - 그라운드 상태에 있는 상대의 안면에 대해서는 무릎으로 타격하는 것을 금하는 것 등이다. 2017년에도 지켜지고 있는 이 규칙들은 21,22회 대회에서 잠시 규정 변경 등의 과정을 겪으며 제한적 허용(팔꿈치 공격), 전면 허용(무릎 공격)이라는 변화를 겪기도 했다.
- 로드 FC 003 - 로드 FC 대회 사상 최초로 고의적인 반칙에 의한 실격 판정이 내려졌다. 박정교가 안상일에게 2라운드에서 로 블로 반칙을 범하고 안상일이 경기를 지속할 수 없게 되자 주심은 "(비고의성 반칙으로 경기를 지속할 수 없을 때) 2라운드 이상 경기가 진행된 경우 중단된 시점까지의 경기 내용으로 판정한다"라며 안상일의 테크니컬 판정승을 선언했다. 하지만 현재 태팔러지나 셔독 사이트에는 이 경기의 결과가 실격에 의한 안상일의 판정승으로 기록되어 있다. 박정교의 로 블로를 고의적인 반칙으로 본 것이다.
- 로드 FC 코리아 001 - 업킥 및 무릎 공격 관련 변경 규정 (2017년 현재 적용되지 않는 팔꿈치 공격 관련 규정은 제외함)
  - 모든 포지션에서의 업킥을 허용한다.[34] (업킥은 1회 대회부터 금지되어 왔었다.)
  - 그라운드 상태에 있는 상대의 안면에 대하여 무릎 공격을 하는 것을 금지한다. 3점 포지션도 그라운드 상태로 보며 태클 시도 시의 순간 동작은 스탠딩으로 인정한다.[34] (무릎 공격은 1회 대회부터 제한적으로 허용했으나 3회 대회부터 전면적으로 허용해 왔었다.)
- 로드 FC 019 - 로드 FC 대회 사상 처음으로 비고의성 반칙에 의한 무효 경기 판정이 내려졌다. 후쿠다 리키와 이둘희의 경기에서 후쿠다 리키가 2라운드에서 2차례 로 블로 반칙을 범했고 상대 선수 이둘희가 경기를 속행할 수 없는 상황에 이르자 주심은 후쿠다 리키의 반칙을 비고의성 반칙으로 인정하며 무효 경기로 처리했다.
- 로드 FC 021 - 신체 테스트, 기술 허용 유무 관련 신규정 및 변경규정 (2017년 현재 적용되지 않은 계체 관련 규정은 제외함)
  - 신체 테스트 - 해당 본문 참조
  - 양 선수가 그라운드 상황에 있을 때 각각의 포지션(마운트, 백마운트, 사이드, 하프가드 등)에서 하위포지션 선수가 적극적인 움직임 없이 1분 30초 이상 지속될 경우, 심판 재량으로 하위 포지션 선수는 감점을 받고, 양 선수는 스탠딩으로 전환하여 경기를 계속 진행한다. 단, 양 선수가 공방이 없는 상태에서 시간을 끄는 것으로 심판이 판단을 한다면, 감점 없이 스탠딩으로 전환한다.[25]
  - 머리를 제외하고 사커킥과 스템핑킥을 허용한다.[25] (1회 대회부터 사커 킥과 스탬핑 킥은 전면 금지된 기술이었다.)
- 로드 FC 023 - 기술 허용 유무 및 채점 관련 변경 규정 (2017년 현재 적용되지 않는 라운드 별 채점 방식 관련 규정은 제외했다.)
  - 그라운드, 스탠딩 등 모든 상황을 불문하고 팔꿈치를 이용한 공격을 반칙으로 인정, 전면 금지한다.[35] (팔꿈치 공격은 1회 대회부터 전면 금지하다가 21회 대회부터 제한적으로 허용해 왔다.)[25]
- 로드 FC 026 - 계체 관련 변경 규정
  - 공지한 시간 내에 계체 장소에 오지 않았을 시 파이트머니 20%를 삭감한다.[25] (로드 FC 021 대회부터 계체 지각시 대전료 30%를 삭감해 왔다.)
- 로드 FC 027 - 채점 방식 관련 변경 규정 (독자적인 채점 방식 언리미티드 포인트 시스템 도입)
  - 해당 본문 참조
- 로드 FC 036 - 계체 관련 변경 규정
  - 계체 실패시 최종 2차까지 계체를 재 실시한다. 2차 계체는 모든 계체량이 끝난 후 별도로 실시한다. (1회 대회부터 총 3차, 1시간 간격으로 실시되어 온 계체는 로드 FC 021 대회부터 총 3차, 2시간 간격으로 실시되어 왔다.)
  - 계체에 통과하지 못한 계체 실패자에 대하여 대회사는 책임을 물어 대전료를 삭감한다. 이 때 삭감 대전료에 관한 규정은 21회 때 도입된 규정과는 다르다.[25] 36회 대회에서 레오 쿤츠는 최종 2차 계체까지 실패, 대전료 50%를 삭감당하며 초과 중량에 따른 감점을 안은 채 케이지에 올랐다.
  - 계체 실패자의 한계 체중 초과가 심할 경우 계체 성공자의 의사에 따라 경기가 취소될 수도 있다. 경기가 진행될 경우에는 초과 중량 당 감점을 부여받는다. 이 때 초과 중량 당 감점 점수는 21회 때 도입된 규정 내용과는 다르다.

## 체급/현 챔피언
로드 FC의 남성부는 플라이급에서 무제한급까지 총 9개 체급에서 경기가 치러지고 있다. 하지만 챔피언제가 실시되는 체급은 공식적으로 헤비급을 제외한 여덟개 체급이다. 로드 FC의 챔피언제에서는 헤비급이 무제한급에 포함되어 있다. 챔피언이 아직 배출되지 않은 웰터급과 라이트헤비급은 추후 챔피언십이 실시될 예정이다. 로드 FC의 여성부는 아톰급과 스트로급이 가장 활성화되어 있으며 플라이급과 밴텀급, 페더급, 무제한급도 치러지고 있다. 챔피언제가 실시되는 체급은 공식적으로 아톰급과 스트로급, 그리고 무제한급이다. 아직 챔피언이 배출되지 않은 스트로급과 무제한급은 추후 챔피언십이 실시될 예정이며 그 이후에는 플라이급, 밴텀급 등 상위 체급 부문도 단계적으로 챔피언제가 실시될 가능성이 있다.

### 체급
로드 FC는 현재 11개의 체급을 사용하고 있고, 체중은 상한 기준에서 체중계 오차 0.5 kg (1.1 lb) 초과를 허용하고 있다.
| 체급명       | 상한 기준     | 상한 기준   | 성별        |
| 체급명       | 킬로그램 (kg) | 파운드 (lb) | 성별        |
| ------------ | ------------- | ----------- | ----------- |
| 아톰급       | 48            | 105.8       | 여자        |
| 스트로급     | 52            | 114.6       | 여자        |
| 플라이급     | 57            | 125.7       | 남자 / 여자 |
| 밴텀급       | 61.5          | 135.6       | 남자 / 여자 |
| 페더급       | 65.5          | 144.4       | 남자 / 여자 |
| 라이트급     | 70            | 154.3       | 남자        |
| 웰터급       | 77            | 169.8       | 남자        |
| 미들급       | 84            | 185.2       | 남자        |
| 라이트헤비급 | 93            | 205.0       | 남자        |
| 헤비급       | 120           | 264.6       | 남자        |
| 무제한급     | -             | -           | 남자 / 여자 |

### 현 챔피언
로드 FC는 남자부 6개 체급, 여자부 1개 체급에서 챔피언을 배출했다. 하지만 무제한급은 2018년 그랑프리 제도가 도입되면서 기존 챔피언십 제도는 폐지됐다.
| 부문     | 성별 | 챔피언          | 획득 날짜       | 총 보유일 | 방어 횟수 | 다음 경기 |
| -------- | ---- | --------------- | --------------- | --------- | --------- | --------- |
| 아톰급   | 여자 | 함서희          | 2017년 6월 10일 | 2864      | 2         | TBD       |
| 플라이급 | 남자 | (공석)          | -               | -         | -         | -         |
| 밴텀급   | 남자 | 김민우          | 2019년 2월 23일 | 2241      | 1         | TBD       |
| 페더급   | 남자 | 이정영          | 2018년 11월 3일 | 2353      | 1         | TBD       |
| 라이트급 | 남자 | 만수르 바르나위 | 2019년 5월 18일 | 2157      | 0         | TBD       |
| 미들급   | 남자 | 황인수          | 2022년 4월 8일  | -         | 0         | TBD       |

## 로드 FC 대회

### 제작진
로드 FC CEO는 전 UFC 및 로드 FC 해설가이자 전 종합격투기 선수 출신 김대환이다. 전 로드 FC CEO인 로드 FC 창립자 정문홍은 로드 FC 회장으로서의 역할을 하고 있다.
선수들의 경기들을 성사시키는 메치메이커는 운영 지원 담당 권영복과 마케팅 기획 담당 권정음이 담당하고 있다.
중계진은 현 로드 FC 주관방송사 MBC 스포츠플러스 소속으로 K-1의 전성기 시절부터 국내 해설을 맡으며 맹활약한 이동기 해설위원과 야구와 종합격투기를 넘나들며 스탠다드한 진행으로 인정받고 있는 정병문, 김수환 캐스터로 구성되어 있다.
최슬기, 임지우, 이은혜는 라운드 회수를 알려주고 대회 홍보를 담당하는 현 로드 FC 라운드 걸들이다. 최슬기와 이은혜가 레이싱 모델 출신인 반면 임지우는 사진모델 출신으로 로드 FC가 주최한 로드걸 선발대회에서 우승하며 로드 FC의 라운드 걸로 데뷔했다.
대회장에서 선수 소개, 경기 결과 발표, 진행 등을 담당하는 링 아나운서는 국내 최고의 목소리라고 칭호를 받는 신용문과 세계적인 목소리라고 칭호를 받는 제프 휴스턴, 레니 하트로 구성되어 있다. 레니 하트는 프라이드 시절부터 링 아나운서로 활약한 베테랑 중의 베테랑으로 여전히 전 세계 유수의 종합격투기 대회에서 아나운서로 활동하고 있는 전설 중의 전설이다.
경기를 치르는 선수들의 몸 상태를 파악하며 만약의 사태를 대비하는 링 닥터는 로드 FC 출범 때부터 원주 정병원의 정우문 원장이 담당하고 있다.
선수들이 케이지에 올라가기 전 바세린을 발라주고, 복장을 체크하고, 케이지 위 또는 아래에서 판정을 하는 현 심판진은 심판장을 맡고 있는 박상준을 비롯해 신승열, 임태욱, 장덕영, 김철, 송기덕, 정호원, 권미리 등으로 구성되어 있다. 또한 UFC 심판으로 유명한 미국의 허브 딘과 과거 로드 FC에서 선수로 활약한 바 있는 일본의 선수 출신 심판 우메다 고스케가 객원 주심으로 활동하고 있다.

### 백만불 토너먼트
로드 FC는 2016년 전 세계 강자들을 케이지에 세울 목적으로 우승자가 독식하는 100만불 토너먼트를 런칭했다. 100만불 토너먼트는 지역예선을 통과한 선수들과 시드 배정을 받은 선수들이 본선에서 녹아웃 스테이지 방식으로 경쟁하며 마지막까지 살아남은 한 명이 우승 상금 100만불과 타이틀을 걸고 현 챔피언과 싸우게 되는 방식으로 진행된다. 백만불 토너먼트는 단발성이 아니며 추후 각각 다른 체급에서 계속해서 실시될 예정이다.
현재 진행되고 있는 2017 ~ 2018년 100만불 토너먼트는 라이트급 부문이다. 토너먼트에서 살아남은 한 명은 현 라이트급 챔피언 권아솔과 우승 상금 100만불과 타이틀을 걸고 싸우게 된다.

## 로드 FC 기록
| 부문                 | 선수      | NO.                 | 비고                             |
| -------------------- | --------- | ------------------- | -------------------------------- |
| 최연장 챔피언        | 마이티 모 | 45 살 (45년 352 일) | 2016년 9월 24일 (Road FC 033)    |
| 최연소 챔피언        | 송민종    | 23 살 (23년 77 일)  | 2015년 2월 1일 (Road FC 026)     |
| 최연장 데뷔          | 김보성    | 50 살 (50년 166 일) | 2016년 12월 10일 (Road FC 039)   |
| 최연소 데뷔          | 박나영    | 16 살 (16년 11 일)  | 2017년 3월 11일 (Road FC 037 XX) |
| 최다 시합            | 문제훈    | 15 회               | 문제훈 \| Tapology               |
| 최다 타이틀 시합     | 최무겸    | 4 회                | 로드 FC 페더급 챔피언십          |
| 최다 타이틀 시합 승  | 최무겸    | 4 회                | 로드 FC 페더급 챔피언십          |
| 최단 시간 녹아웃(KO) | 톰 산토스 | 7 초                | Road FC 040 - vs. 남의철         |
| 최다 서브미션        | 이형석    | 5 회                | 이형석 \| Tapology               |

## 로드 FC 어워즈
로드 FC는 매년 말 로드 FC 어워즈를 개최하여 한 해 동안 최고의 활약을 펼친 선수들과 로드 FC의 역사에서 위대한 업적을 남긴 선수 및 공로자들에게 존경의 표시를 하고 있다.

## 방송 매체
2010년 10월 개최된 로드 FC 첫 대회 로드 FC 001은 케이블 방송 케이스타를 통해 녹화중계됐다. 로드 FC 002 대회부터는 케이블 방송 XTM(2011~2012년), 수퍼 액션(2013~2016년)을 통해 국내 종합격투기 사상 최초로 HD 화질로 생중계 됐고 치후360, 샤오미 등 중국의 기업들과 스폰서 계약을 체결, 중국 내에서도 대회가 치러지며 중국 최대 국영방송 CCTV(2015년 12월~)를 통해서도 위성 생중계 되고 있다.
2016년 12월 10일 개최된 로드 FC 035 대회부터는 케이블 방송 MBC 스포츠플러스를 통해 생중계 되고 있다. 그동안 생중계에서 제외됐던 영건스 리그도 함께 생중계 되고 있다.
국내 포털 사이트 다음 스포츠(2013년~)와 인터넷 방송 아프리카 TV 스포츠(2013년~), 중국의 인터넷 방송 YY LIVE(2015년~), 일본의 인터넷 방송 니코니코 생방송(2015년~) · 아베마 TV(2015년~)의 중계방을 통해서도 함께 생중계 되고 있다. 그 외 전 세계를 대상으로는 유튜브 로드 FC 공식 채널(2017년~)을 통해서 영어해설 중계방송이 이뤄지고 있다.

### 역대 주관방송사
| # | 주관 방송사      | 방송 기간                               | 중계진         | 중계진         |
| # | 주관 방송사      | 방송 기간                               | 해설           | 캐스터         |
| - | ---------------- | --------------------------------------- | -------------- | -------------- |
| 5 | SPOTV            | 2018년 로드 FC 047 ~                    | 이교덕         |                |
| 4 | MBC 스포츠플러스 | 2017년 로드 FC 035 ~ 2018년 로드 FC 046 | 이동기, 천창욱 | 정병문, 김수환 |
| 3 | 수퍼액션         | 2013년 로드 FC 012 ~ 2016년 로드 FC 034 | 김대환         | 김수환         |
| 2 | XTM              | 2011년 로드 FC 002 ~ 2013년 로드 FC 011 | 김대환         | 최상용         |
| 1 | 케이스타         | 2010년 로드 FC 001                      | 김지훈         | 성승헌         |

## 연예인 출신 선수
로드 FC 첫 대회에서는 개그맨 이승윤이 데뷔하여 화제를 모았다. 평소 우람한 근육을 자랑, 연예계에서 유명한 몸짱이었던 이승윤은 로드 FC 대회에 출전을 자처하며 종합격투기 도전의 꿈을 실현했다. 비록 박종우와의 대결에서 패했지만, 이승윤의 도전과 열정은 박수받기에 충분했다.
연예인 2호 파이터는 윤형빈이다. 윤형빈은 연예계에서 유명한 종합격투기 마니아이다. 윤형빈은 데뷔전을 위해 3개월간 하루 7~8시간씩의 혹독한 지옥 훈련을 소화했고, Road FC 014 대회 스페셜 메인이벤트에서 일본의 츠쿠다 다카야를 맞아 초보답지 않은 경기 운영 능력을 선보이며 1라운드 TKO로 꺽는 결실을 맺었다.
연예인 3호 파이터는 의리의 사나이 김보성이다. 김보성은 소아암 어린이를 돕기 위해 로드 FC 035 대회에서 선수로 데뷔하는 것을 결정했다. 대전료를 전액 기부하기로 하면서 일본 단체 ACF의 수장으로 17전의 전적을 갖고 있는 곤도 데츠오를 맞아 김보성은 팽팽한 타격전을 펼쳤지만, 잠시 주춤하는 사이 곤도의 오른 주먹에 평소 불편함을 갖고 있던 오른쪽 눈을 가격당했고 눈이 잘 보이지 않게 되자 결국 경기를 포기했다. 하지만 김보성의 진정성은 팬들에게 더 깊이 전달되었고 "이긴거랑 다름 없다”, “김보성씨 의리에 감동했다”, “승패를 떠나서 멋진 도전이었다. 으리" 등의 응원의 메시지를 받았다.
로드 FC에 발을 들인 연예인들의 공통점은 과거부터 지금까지 자발적으로 도움을 주고 있다는 점이다. 목표는 종합격투기의 저변 확대와 발전이다.

### 경기 기록
| # | 명단   | 결과 | 경기일           | 대회명      | 상대          | 방식            | 라운드 | 시간 | 비고          |
| - | ------ | ---- | ---------------- | ----------- | ------------- | --------------- | ------ | ---- | ------------- |
| 3 | 김보성 | 패   | 2016년 12월 10일 | 로드 FC 035 | 곤도 데츠오   | TKO (눈 부상)   | 1      | 2:35 | 웰터급 매치   |
| 2 | 윤형빈 | 승   | 2014년 2월 9일   | 로드 FC 014 | 츠쿠다 다카야 | KO (펀치)       | 1      | 4:18 | 라이트급 매치 |
| 1 | 이승윤 | 패   | 2010년 10월 23일 | 로드 FC 001 | 박종우        | TKO (닥터 스톱) | 2      | 4:12 | 페더급 매치   |

## 사회 환원 사업
로드 FC는 출범 후부터 현재까지 사회 환원을 위해 줄곧 노력해 오고 있다. 민간단체 프렌딩과 함께 1318 청소년들이 긍정적으로 변화하는 만큼 학생들에게 장학금을 지급하는 청개구리 장학사업 '청개구리 장학금'을 시행, 학교 폭력 예방에 힘썼고, 65세 이상 노인들을 위한 홍100퍼센트 프로젝트(100세 살기 운동)도 실시해 왔다.
2016년부터는 '사랑 나눔 프로젝트'라는 슬로건으로 정문홍 대표와 박상민 부대표, 챔피언들, 현역 파이터, 체육관 관장, 로드걸, 관계자 등이 모두 모여 사회 환원을 실시하고 있다. 2016년 첫 해는 '사랑의 연탄 나눔 봉사', '사랑 나눔 헌혈 행사', 전통시장 활성화', '심향영육아원과 함께 하는 작은 운동회', '소아암 어린이 돕기'까지 5개의 프로젝트가 실시되었다.

## 교류 단체
로드 FC는 일본의 판크라스 · 딥 · 라이진 FF · 디 아웃사이더 · 글레디에이터 · ACF · 워도그 케이지 파이트 · 그라찬, 러시아의 MFP, 필리핀의 URCC 등 일본 중심의 프로모션 및 선수교류 협정을 맺고 있다.

## 협찬 & 스폰서
국내
| - 굽네치킨 (= 지앤푸드) - NGO 프렌딩 - 다음 스포츠 (중계방) - 더 포커스 - 가마로강정 - 무척신통한의원 (지정병원) - MBC 스포츠플러스 (주관 방송사) - 바인그룹 ⊃ 동화세상에듀코 | - 슈피겐코리아 - 스카이씨엔에스 - 아프리카TV 스포츠 (중계방) - 안성축협 - 아시아나항공 - 아쿠아쿨 - IBS국제경호기획 - 이사미 서울 | - 우포의 아침 - 유튜브 코리아 (중계방) - 원주 정병원 (메인 지정병원) - 에이펙스 성형외과 (지정병원) - 외가천리사업단 - 정군비어 - GS안과 (지정병원) - 지연치과 (지정병원) | - 지웨이 - 주짓수코리아 - 제일정형외과병원 (지정병원) - 제주미인 - 충주세계무술축제 - 코아종합건설 - 홍익 궁중전통육개장 (= 홍익육개장) - 킹콩부대찌개 | - 크리스피 - KH인터네셔널 - 타이거석재 - 툴레 백팩 - 싸이프레스 게르마늄 |

중국
| - 넷이즈 - 오리온 - 레드불 - 레후아 부동산 - 마스터 콩 - 바이두 - 북경 대학교 - 상티산업 | - 샤오미 (메인 스폰서) - 정관장 - 진잉 미디어 - 재키 찬 와인 - 중스 스포츠 엔터 유한공사 - 치후360 - 텐센트 - 클래시 오브 킹즈 | - 판다TV - 팡다 자동차 무역유한회사 - 중국중앙텔레비전 (국외 방송사) - 후난위성텔레비전 - 후난 스제인 찐잉 미디어 - 화아오중티 |

## 라운드 걸
| - 공민서 - 김나나 - 김하율 - 민제이 (공채 1기) - 민아영 - 맹승지 | - 박시현 - 박진아 (공채 1기) - 박하 - 송가연 - 송효경 - 세레나 | - 양커 - 왕지윤 - 유하나 - 이서현 - 이아린 - 이은혜 | - 이예빈 - 임지우 (공채 2기) (현직) - 임지혜 - 주다하 - 채보미 - 최설화 | - 최슬기 (현직) - 한지은 |

## 미디어

### 텔레비전 (& 인터넷)
- 겁 없는 녀석들 (2017)
- 로드맨 베이징 익스프레스 (2016)
- 주먹이 운다 (2011 ~ 2014)

## 같이 보기
| - 로드 FC 챔피언 목록 - 로드 FC 주요 선수 목록 - 현 로드 FC 선수 목록 - 로드 FC 대회 목록 - 로드 FC 기록 목록 - 로드 FC 어워즈 - 종합격투기의 체급 |